# George Santayana
George Santayana, nato Jorge Agustín Nicolás Ruiz de Santayana y Borrás (Madrid, 16 dicembre 1863 – Roma, 26 settembre 1952), è stato un filosofo, scrittore, poeta e saggista spagnolo di lingua inglese, rappresentante del cosiddetto realismo critico.

## Biografia
George Santayana era figlio di Josefina Sturgis, nata Borrás, e del suo secondo marito, Augustin Ruiz de Santayana (1812–1893), un diplomatico spagnolo. Anche la madre, di origine scozzese, era figlia di un diplomatico spagnolo. Sposò in prime nozze un mercante di Boston, John Sturgis, dal quale ebbe cinque figli (di cui solo tre sopravvissero). Il suo primo marito morì nel 1857 e nel 1861 sposò Augustin Ruiz de Santayana, dando alla luce George il 16 dicembre 1863 a Madrid.
Santayana trascorse i suoi primi otto anni ad Avila, dove viveva suo padre. Sua madre, nel 1869, andò a vivere a Boston per crescere gli altri figli, secondo la promessa fatta al suo primo marito. Il suo vero nome era Jorge; fu lui a chiamarsi George per "americanizzare la sua firma". Nel 1872, suo padre, credendo che le prospettive future del figlio sarebbero state migliori a Boston che in Spagna, decise che sarebbe stato meglio andare in quella città con il figlio. A Boston, la famiglia parlava spagnolo a casa. Incapace di adattarsi al clima o all'atmosfera puritana di Boston, tornò abbastanza rapidamente in Spagna mentre suo figlio rimase a Boston con la madre. Padre e figlio si scambiarono molte lettere. Augustin Santayana non tornò a Boston fino a quando suo figlio non terminò il suo primo anno ad Harvard. 
Educato negli Stati Uniti, dove trascorse ventotto dei suoi ottantanove anni di vita, scrisse tutte le sue opere in inglese, ed è considerato a tutti gli effetti come letterato e filosofo statunitense. Ricorda tuttavia Bertrand Russell: «Benché tutti e due i suoi genitori fossero spagnoli, era stato allevato a Boston e aveva insegnato ad Harvard. Però si sentiva sempre come un esule dalla Spagna».
Formatosi alla Boston Latin School e a Harvard sotto l'influsso di Josiah Royce e di William James, Santayana proseguì gli studi a Berlino e a Cambridge, per ritornare poi a Harvard, dove iniziò la carriera di docente nel 1898, rimanendovi fino al 1912, quando si trasferì in Europa per trascorrervi il resto della sua vita. Scrisse diciannove libri ottenendo un buon successo editoriale con il romanzo The Last Puritan.
Sostenne, anche economicamente, molti scrittori, tra i quali Bertrand Russell.

È ricordato particolarmente per una frase spesso citata ancora oggi, contenuta in Reason in Common Sense, primo volume del suo lavoro The Life of Reason:
Morto a Roma, dove si ritirò nell'ultimo periodo della sua vita, soggiornando nel convento della chiesa di Santo Stefano Rotondo, è sepolto nel Panteon de la Obra Pia española, nel cimitero del Verano.

## Pensiero
Partito da una posizione naturalistica che individua tanto nella storia del soggetto, quanto nella storia dell'umanità, il progressivo emergere dalla primitiva matrice naturale, della ragione e dello spirito (come fasi successive, cui corrispondono, sul piano della prassi, rispettivamente la vita attiva e la contemplazione), approdò a un realismo dualistico, distinguendo rigorosamente la sfera dell'esistenza (spazio-temporale, soggetta a divenire, condizionata) da quella dell'essenza (atemporale, a-spaziale, non soggetta a condizionamento e divenire).
Le essenze sono riconoscibili sul piano della ragione; ma la fede animale salva l'uomo dallo scetticismo radicale e lo induce a tradurre le essenze stesse in strumenti conoscitivi: di qui la mediazione tra aspetto formale e materiale, fra essenza ed esistenza che rende possibile il conoscere e quindi l'operare umano. Uno dei temi fondamentali espressi nelle opere di Santayana, è il rapporto ambivalente tra natura e ragione, che lui stesso indicherà come quello tra "forze meccaniche" e ordine della vita oppure tra esistenza ed essenza.

## Contestualizzazione
Il ritratto che ne fa Bertrand Russell in Ritratti a memoria descrive Santayana, in un modo non privo di humour, come intimo amico del fratello del filosofo gallese, «che non si era mai arrischiato in nessun tentativo di penetrare gli arcani». Nella sua Storia della filosofia occidentale Russell cita Santayana nel capitolo dedicato alla filosofia di Aristotele che dominò la scienza fino a Galileo. Lo sviluppo del pensiero filosofico dei Greci sarebbe scandito da continui sofismi, finalizzati a respingere le confutazioni. Il preconcetto in questo caso diventa essenziale e questo è «ciò che Santayana chiama "fede animale"». Russell riconosce a Santayana meriti letterari piuttosto che filosofici.. Delle intuizioni artistiche presenti nell'opera di Santayana troviamo traccia nelle riflessioni di Loren Eiseley, riguardanti l'evoluzione dell'uomo e la presenza di simili forme di vita tra gli infiniti sistemi solari presenti nell'universo. La riflessione «bizzarra» di Santayana, riportata nell'articolo, riguardava il fatto che ogni sistema solare è iniziato come il nostro e, avendo avuto ognuno di questi una propria evoluzione differente, diventa impossibile la connessione con spazi di altri tempi in quanto a ogni progresso una porta si chiude definitivamente alle nostre spalle. Santayana a proposito di storie conseguenti e credibili mette al primo posto l'ispirazione scrivendo che «per un credente, se potentemente ispirato, tale impresa potrebbe esser legittima; (...) Ma questo presuppone uno stato innocente della mente che accetti ogni particolare, non importa quanto miracoloso, con gioia non esitante, e sia pronta simpateticamente a colmare i vuoti del racconto, e a immaginare sempre più evidentemente come ogni cosa deve essere accaduta».

## Opere
Fra le sue opere filosofiche e letterarie sono da ricordare:
- The Sense of Beauty (Il senso della bellezza, del 1896)
- The Life of Reason, or the Phase of Human Progress (La vita della ragione o le fasi del progresso umano, del 1905-1906, in 5 volumi)
- Realms of Being (I regni dell'Essere, pubblicato fra il 1927 e il 1940 in 4 volumi, e nel 1942 in una nuova edizione in un volume unico)
- The Idea of Christ in the Gospels (L'idea di Cristo nei Vangeli, del 1946)
- The Last Puritan (L'ultimo puritano, romanzo del 1935)
- The Essential Santayana. Selected Writings. Antologia delle opere compilata ed introdotta da Martin A. Coleman. Bloomington: Indiana University Press, 2009.

Le sue opere complete furono pubblicate a New York a partire dal 1936.
Traduzioni in italiano:
- George Santayana, Il pensiero americano e altri saggi, con una introduzione di Antonio Banfi, Bompiani, Milano, 1939.
- George Santayana, L'idea di Cristo nei Vangeli, o Dio nell'uomo; traduzione di Augusto e Cordelia Guzzo, Milano: Edizioni di comunità, 1949.
- George Santayana, Scetticismo e fede animale, traduzione a cura di Nynfa Bosco, U. Mursia Editore, Milano, 1973. ISBN 978-8842592976
- George Santayana, Il senso della Bellezza, ediz. italiana a cura di Giuseppe Patella, Palermo, Aesthetica Edizioni, 1997, pp. 208. ISBN 88-7726-041-6; nuova edizione aggiornata Milano, Aesthetica Edizioni, 2020, pp. 224. ISBN 9788877261434.
- George Santayana, Sonetti, traduzione italiana a cura di S. Fumagalli e M. T. Mayer, Aquilegia, Milano, 2000.
- George Santayana, L'ultimo puritano: una memoria biografica, in forma di romanzo; trad. di Camillo Pellizzi, Milano: Bompiani, 1952; Milano: Baldini Castoldi Dalai, 2005, ISBN 888490501X.
- George Santayana, Giuseppe Patella, Filosofia del viaggio, Roma, UniversItalia, 2013, ISBN 978-88-6507-427-5.
- George Santayana, La tradizione signorile nella filosofia americana e altri saggi, Milano, Bompiani, 2016.
- George Santayana, Che cos'è l'estetica?, ediz. italiana a cura di G. Patella, Milano, Mimesis, 2019, pp. 52. ISBN 9788857555089.
- George Santayana, Tre poeti filosofi: Lucrezio, Dante e Goethe, a cura di G. Buttà, Giuffrè, Milano, 2022. ISBN 9788828838432.
- George Santayana, Il regno dell'Essenza - Primo libro dei regni dell'Essere, a cura di M. Manzoni, prefazione di E. Giannetto, Aracne, Genzano di Roma, 2023.
- George Santayana, Dominazioni e poteri, traduzione e cura di G. Buttà, Roma, Tab Edizioni, 2023, pp. 656. ISBN 978-88-9295-807-4.